# 釜山沙上警察署
釜山沙上警察署（プサンササンけいさつしょ）は、釜山地方警察庁所管の警察署である。

## 沿革
- 1978年10月1日 - 釜山北部警察署として開所。
- 1979年5月10日 - 現在の庁舎が竣工。
- 1989年4月1日 - 行政区域の変更により金海警察署から2支署、鎮海警察署から1支署を編入。
- 1994年1月22日 - 釜山江西警察署開署に伴い江西区内の8派出所を移管。
- 1999年7月2日 - 釜山北部警察署開署に伴い釜山沙上警察署に改称。

## 管轄区域
- 沙上区

## 管轄地区隊・派出所・治安センター
- 鶴章地区隊
  - 厳弓治安センター
- 周礼地区隊
  - 周礼1治安センター
- 甘田地区隊
  - 掛法治安センター
- 三楽地区隊
  - 毛羅1治安センター
  - 毛羅3治安センター
- 徳浦派出所
  - 徳浦2治安センター